# アオノイワレンゲ
アオノイワレンゲ（青の岩蓮華、学名：Orostachys malacophylla var. aggregeata）は、ベンケイソウ科イワレンゲ属の多年草。開花すれば枯死する一稔性植物で、花後に葉腋から腋芽や走出枝をだして繁殖する。ゲンカイイワレンゲ - O. malacophylla var. malacophylla を分類上の基本種とする変種。

## 特徴
一稔性植物で、地下に根茎はない。根出葉はロゼット状に開き、ロゼットの径は1.5-3cmになる。ロゼットの葉は緑色で、粉白色をおびない。葉身は多肉で扁平、倒卵状披針形から楕円形で、長さ1-2cm、幅1-1.5cm、先端は鈍頭から円頭で、同属のツメレンゲ O. japonica にある短針状突起はない。
花期は9-10月。ロゼットの中央の軸部分が高さ約10cmの円錐状の花茎になり、多数の花を密につける。花序には葉状の苞がつき、花柄の基部に小苞がある。萼裂片は5個で基部で合生し、長さ3-4mmで狭卵形になる。花弁は白色をし、5個で斜めに開き、長さ5-7mmで広線形から倒披針形で先は鋭頭。雄蕊は2輪で10個あり、花糸は花弁よりやや長く、裂開直前の葯は赤紫色になる。雌蕊は5個でほぼ離生して直立し、花柱は長さ1-2mmになり、基部は柄状になる。雌蕊の背面に蜜腺があり、狭長楕円形で長さ0.7mm、淡黄色になる。果実は5個の袋果。種子は楕円形で長さ約1mmになる。

## 分布と生育環境
日本では、南千島、北海道、本州の東北地方に分布し、海岸の岩上に生育するが、内陸部の山地の岩場にも生育する。国外では、ロシア沿海地方、サハリンに分布する。

## 名前の由来
和名アオノイワレンゲは、緑色の岩蓮華の意味で、葉が粉白色をおびず緑色をしていることによる。「岩蓮華」とは岩場に生えており、かつ、葉が重なっている様子をハスの花、蓮華にたとえたもの。
属名 Orostachys は、ギリシャ語で Oros「山」と Stachys「穂」による合成語で、「山に生え、穂状花序であること」から。種形容語 （種小名）malacophylla は、「やわらかな葉の」の、変種名 aggregeata は、「群生の、密集した」の意味。

## ギャラリー

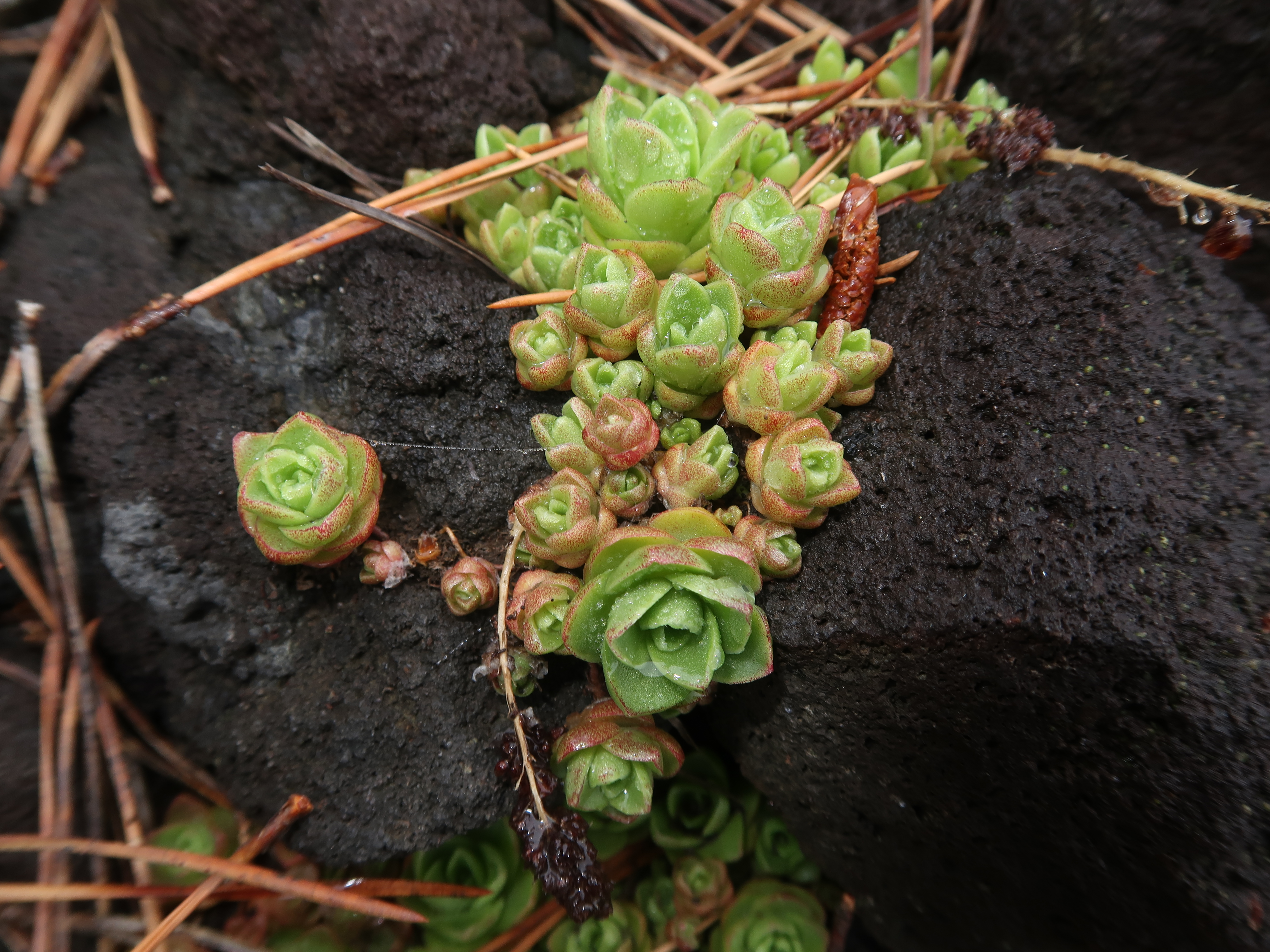
初夏の花茎が立つ前のロゼット。
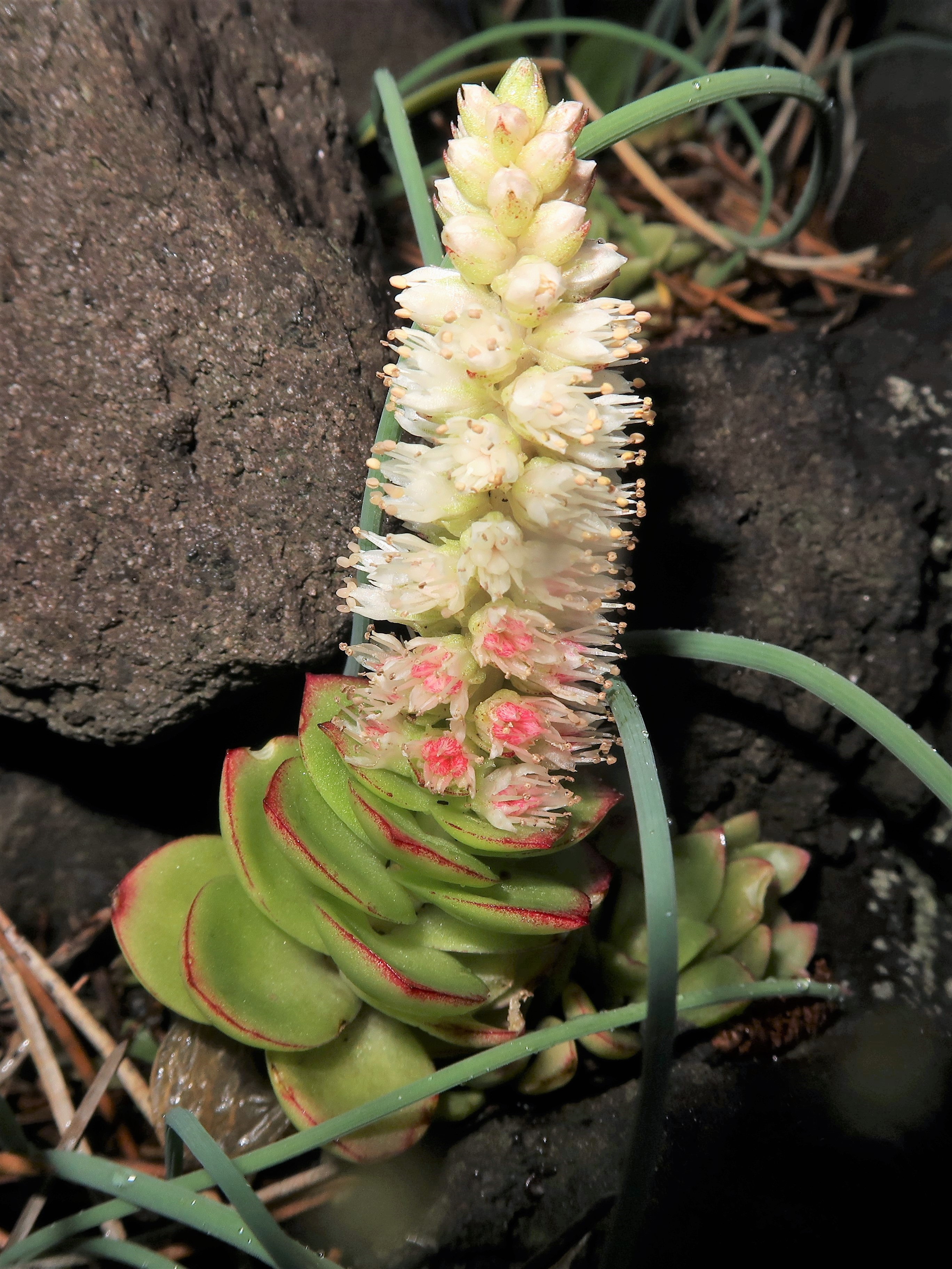
花序の下方から咲きだし、この株は下部が果実になりつつある。
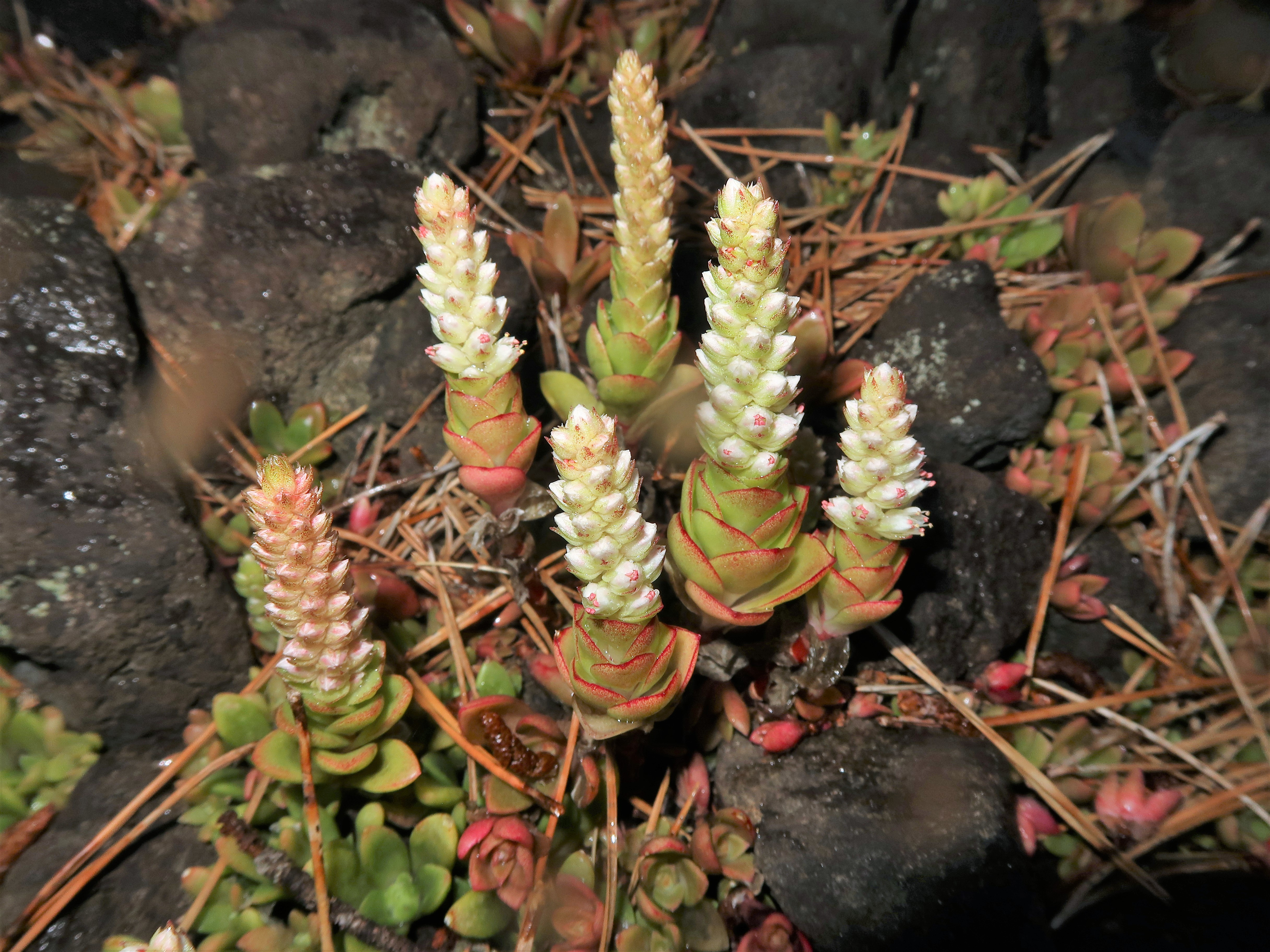
ロゼットの中央の軸部分が円錐状の花茎になる。
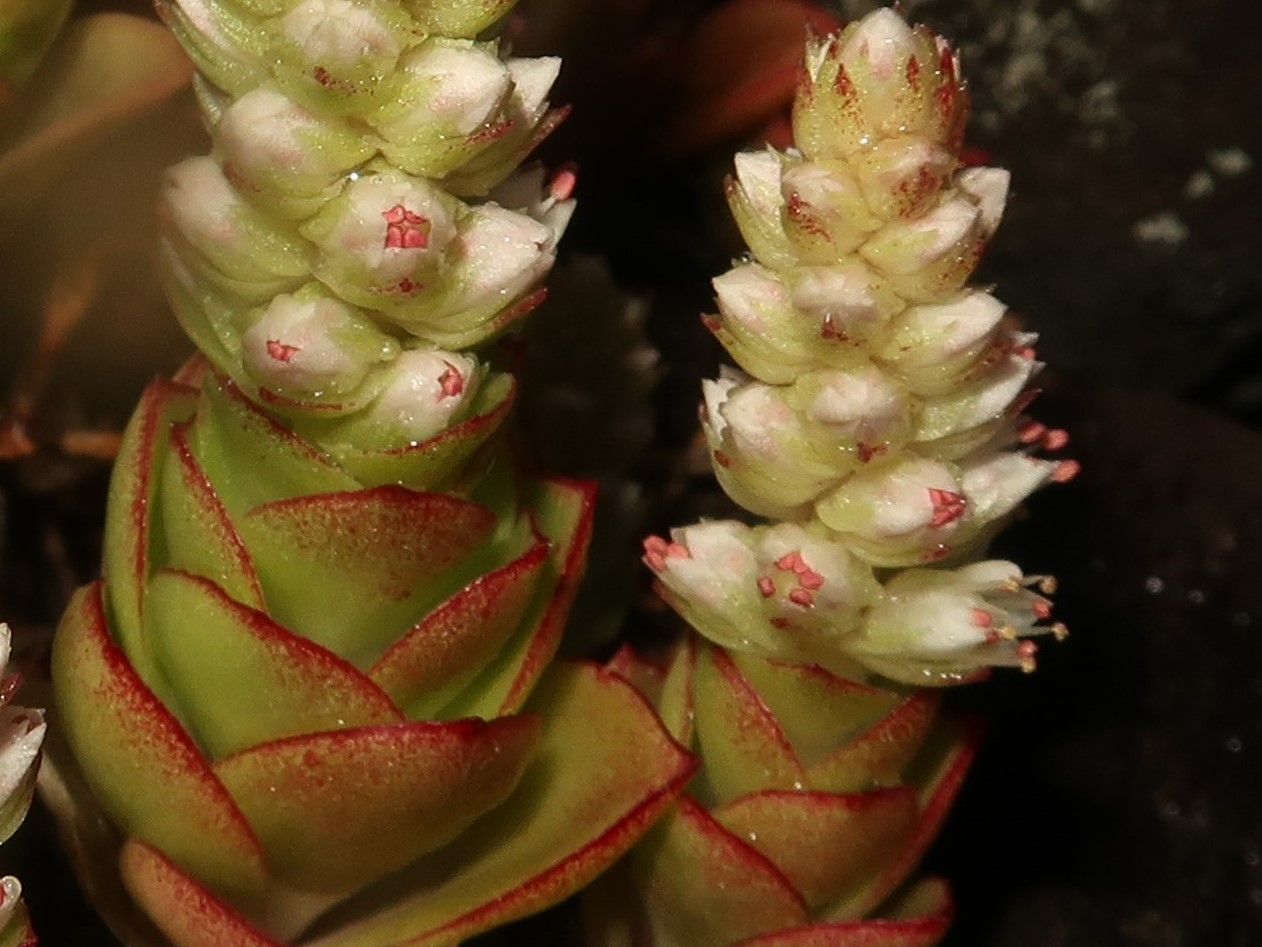
裂開直前の葯は赤紫色になる。

## 分類上の基本種
- ゲンカイイワレンゲ Orostachys malacophylla (Pall.) Fisch. var. malacophylla[7] - ロゼットは径10cm。根出葉の葉身は長楕円形または長楕円状さじ形で、長さ1.5-10cm、幅1-3cm、先は鈍頭または円頭、縁は全縁になる。ロゼットの中央から伸びる花茎は高さ10-20cmになる。日本では九州北部と対馬に分布する。日本以外では、朝鮮半島、中国大陸（東北部）、ロシアの沿海地方・サハリンなど、日本海沿岸地域に広く分布する[5]。

## 下位分類
- ウスベニレンゲ Orostachys malacophylla (Pall.) Fisch. var. aggregeata (Makino) H.Ohba f. rosea (Sugaya) H.Ohba[8] - 花弁や葯が淡紅色になる品種[5]。